# ТОЗ-БМ
ТОЗ-БМ — двуствольное охотничье ружьё внешнекуркового типа с горизонтальным расположением стволов, предназначенное для промысловой, спортивной и любительской охоты по птицам и зверям разной величины. Является дальнейшим развитием куркового ружья ТОЗ-Б. Выпускалось на Тульском оружейном заводе в 1957—1969 годах со стволами 16 и 20 калибра (хотя экземпляры со стволами 20 калибра были редки). Ориентировочно выпущено более 3 миллионов экземпляров ружей. Дальнейшим результатом развития курковых охотничьих ружей Тульского оружейного завода стали модели ТОЗ-63 и ТОЗ-66, созданные на основе ТОЗ-БМ.

## Описание

### Размеры ружья
ТОЗ-БМ представляет собой модификацию ружья ТОЗ-Б 16 калибра, обладающую повышенными прочностными характеристиками стволов. Это двуствольное ружьё с горизонтальным расположением стволов, внешними курками и откидными стволами с тройным запиранием, имеющим привод от верхнего ключа. Тульским оружейным заводом выпускались ружья 16 и 20 калибра, но подавляющее большинство выпущенных ТОЗ-БМ имели 16 калибр, а образцы 20 калибра встречались очень редко. Длина стволов составляла 700—725 мм, длина патронника — 70 мм, но встречались ружья 16 калибра с длиной ствола 750 мм.
Масса ружья зависела от калибра: ружьё 16 калибра весило от 3 до 3,2 кг, ружьё 20 калибра — от 2,75 до 3 кг. Благодаря новым технологиям обработки стали, используемой для изготовления стволов, общая масса ружья снизилась на 0,4 кг, но при этом прочность стволов не ослабла. По сравнению с ТОЗ-Б изменилась сверловка каналов стволов — правый с получоком, левый с полным чоком. Сверловка правого ствола — 0,25 мм, левого — 0,5 мм; иногда встречались варианты со сверловкой правого ствола 0,5 мм и левого 1 мм. На практике встречались сужения в пределах от 0,25 до 1,15 мм.
Диаметр канала ствола составлял 18,76 мм. Он делался по максимальному допуску бумажной гильзы во избежание сильного ухудшения боя с использованием металлических гильз. Усилие спуска для правого спускового крючка составляло от 1,5 до 2,75 кг, для левого — от 1,75 до 3 кг. Боевые пружины жёсткие, взведение курков может потребовать приложения силы. Оба спусковых крючка подпружинены, а их движения коротки даже без холостого хода.

### Ударно-спусковой механизм
Стволы у ТОЗ-БМ — откидные, соединяются со ствольной коробкой с помощью шарнира, образуемого передней частью переднего подствольного крюка, осевого болта и шарнирной обоймы задней части рамки цевья. Как и на предшественнике ТОЗ-Б, на этом ружье установлены такие же подкладные замки, смонтированные на отдельных стальных пластинах («досках») и имеющие внешние курки. Запирающий механизм стволов тройной. Две опорные части механизма расположены на крюках, их запирание происходит с помощью специальной рамки — рамки Пэрдэя, которая надвигается на эти два подствольных крюка. Третья часть запирания осуществляется поперечным болтом Гринера, который входит в круглое отверстие хвостовика прицельной планки. Привод к запирающему механизму производится с помощью верхнего ключа (т. н. рычага).
Соединение стволов и запирающий механизм идентичны используемым в моделях ТОЗ-54, ТОЗ-63 и ТОЗ-66. Рычаг отпирания, как и у всех курковых моделей ТОЗ, расположен сверху. Боевые пружины длинные, пластинчатые, нагнетаются при ручном взведении курков. Курки сделаны с отбоем: после удара по бойкам они немного отходят назад и становятся на предохранительный взвод. Подобное устройство ударно-спускового механизма снижает опасность ружья в обращении, уменьшает возможность поломки бойков и облегчает открывание ружья после выстрела. Внешнее расположение курков позволяет производить их взведение без открывания ружья, что важно в случае осечки. Это также увеличивает срок службы ружья, поскольку боевые пружины остаются постоянно в расслабленном состоянии и нагнетаются непосредственно перед выстрелом, когда стрелок взводит курки.

### Оформление
Стволы и цевье ТОЗ-БМ — отъемные. Ложа выполнялась из бука, берёзы или ореха (орех — для штучных ружей), шейки имели полупистолетную, пистолетную или прямую форму (наиболее распространённой была полупистолетная ложа). Цевьё ружья имело металлическую рычажную защёлку. Каналы стволов ТОЗ-БМ выпускались простыми и обычно не хромировались, хотя в 1960-е годы стали выпускаться экземпляры с хромированными каналами стволов. Ружьё оснащено традиционной прицельной планкой и латунной мушкой, планка имеет антибликовую накатку — поперечную насечку в виде линий, позволяющую прицеливаться при ярком солнечном свете. На затылок приклада устанавливались пластмассовые или воронёные затыльники из штампованного металла.
В рядовом исполнении ружьё ТОЗ-БМ стоило 43 рубля 50 копеек, ружьё улучшенного качества — 60 рублей, в штучном исполнении — 82 рубля. По словам колумниста журнала «Мастер-ружьё» Виталия Палыча, стоимость одного экземпляра ТОЗ-БМ равнялась приблизительно одной трети месячной зарплаты охотника-любителя. Ружья в штучном исполнении отличались улучшенной отделкой и гравировкой, а также наличием деталей, выполненных из ореха, и обладали повышенной кучностью боя.

### Производство
Ружьё ТОЗ-БМ — одно из нескольких курковых ружей, производившихся Тульским оружейным заводом на протяжении 70 лет. Курковые ружья ТОЗ, имевшие разные индексы в разных модификациях, оставались до конца 1950-х годов наиболее распространённой моделью среди всех отечественных двуствольных ружей. ТОЗ-БМ пришло на замену ружью ТОЗ-Б, производившемуся с перерывами с 1902 по 1956 годы. Оно выпускалось с 1957 по 1969 годы. Данное дробовое охотничье ружьё предназначено для промысловой и спортивной охоты по птицам и зверям разной величины; как и другие курковые модели ТОЗ, пригодно для любой охоты с использованием дробовых, картечных и пулевых патронов. Всего было выпущено около 3 миллионов экземпляров ТОЗ-БМ, хотя в тайге и отдалённых районах СССР это ружьё часто было дефицитным товаром.
С момента начала выпуска ружьё ТОЗ-БМ не меняло свои главные внешние формы вне зависимости от отделки, однако претерпели изменения форма курков, крепления частей замка, сверловка стволов и обработка деталей: изначально изготавливавшиеся из «сырой» стали стволы стали в дальнейшем подвергаться термообработке, что позволило сделать их более тонкими без ущерба для прочности, а также снизить массу винтовки и при этом улучшить баланс и посадистость ружья. Развитие технологий производства отдельных деталей узлов и механизмов ружья привело к упрощению ряда операций с ружьём и повышению качества отдельных деталей и кинематики механизмов. В то же время в 1969 году на семинаре в Доме техники в Москве инженер-конструктор ЦКИБ СОО В. Н. Николаев назвал ружья ТОЗ-БМ устаревшими и предложил выпускать их в дальнейшем в малых сериях в качестве сувенирных.
В 1960-е годы на замену ружьям ТОЗ-БМ пришли новые модели с идентичным запирающим механизмом и принципом соединения стволов — ТОЗ-63 16 и 20 калибров (с 1964 года) и ТОЗ-66 12 калибра (с 1968 года). Модель ТОЗ-63 отличалась хромированными стволами, а именно хромированием ствольных каналов и патронников. Из последующих курковых ружей выделялась модель ТОЗ-54 12 калибра, а блок стволов и детали запирающего механизма ТОЗ-БМ использовались и при производстве ружья ТОЗ-25.

## Оценка

### Точность стрельбы
Л. Перцев в 1963 году цитировал выдержки из статьи Р. Барлоу для журнала «Gunsport» от ноября 1962 года, в которой автор утверждал, что советское спортивно-охотничье оружие вызывало большой интерес у американских спортсменов и охотников. Им были высоко оценены образцы ружей советского производства, среди которых был и ТОЗ-БМ. Тульский оружейный завод в качестве основных достоинств ТОЗ-БМ указывал наличие хорошего боя и высокую долговечность. При своём большом весе для ружья 16 калибра ТОЗ-БМ обладает комфортной отдачей, однако форма затыльника приклада предполагает наличие правильной вкладки и выбор правильной стойки для безопасной и точной стрельбы.
По оценке мастера спорта по стрельбе Е. Петрова, при традиционно неплохом бое ТОЗ-БМ стрельба из этого ружья часто была непродуктивной из-за неприкладности ложи и большого веса стволов. Более того, большинство охотников, снаряжая патроны с дробью, применяли металлическую гильзу вместо бумажной, под которую изготавливались каналы стволов. На резкость боя ружья также негативно влиял капсюль «Центробой», который плохо воспламенял нитропорох. В то же время некоторые ТОЗ-БМ со сверловкой правого ствола 0,25 мм (цилиндр с напором) давали хороший бой пулей.
В 2001 году в журнале «Охота и охотничье хозяйство» были представлены результаты испытания нескольких образцов охотничьих ружей на резкость боя. В ходе этого испытания из ружей с упора на расстоянии 40 м стреляли по свободно висящим книгам, скреплённым винтами за свободные концы переплёта. По каждой книге из одного ружья делалось четыре выстрела с использованием патронов с дробью № 1 («Тайга»), за книгой устанавливался щит из ДВП с заменемым после каждого выстрела листов бумаги. По итогам этого испытания ТОЗ-БМ продемонстрировал худшую резкость среди всех образцов, пробив только 132 страницы (лучший результат показало ружьё ИЖ-39, пробившее 256 страниц).

### Ремонт и стойкость
Встречались бракованные экземпляры ТОЗ-БМ с некачественной сборкой и отделкой, плохой подгонкой и опиловкой, а также отвратительным боем. Нарекания вызывали подгонка верхнего механизма запирания, уровень отладки и обработки отдельных деталей и узлов, несоответствующая врезка металла в дерево ложи и нехромированные стволы, подверженные коррозии. Старые ружья представляли серьёзную опасность ещё и из-за полного износа предохранительного взвода. В рядовых моделях наблюдалось явление под названием «крещение», когда при стрельбе правый ствол давал сбой влево, а левый — вправо.
В первых образцах ТОЗ-БМ каналы стволов не хромировались и поэтому были сильно подвержены коррозии, но с начала 1960-х годов завод занимался усовершенствованием метода покрытия стволов, что должно было почти полностью защитить стволы и металлические детали от коррозии. Осваивалось хромирование каналов стволов, которое должно было облегчить уход за ружьём и повысить его живучесть.
В целом ружьё ТОЗ-БМ соответствует минимальным требованиям охотников, любителей и промысловиков. Оно легко разбирается и удобно для чистки и транспортировки. Как и предшественник ТОЗ-Б, оно отличается надёжностью, прочностью и ремонтопригодностью. Последняя, в свою очередь, характеризуется наличием замков на боковых досках, винтовым скреплением конструкции ружья и доступностью запчастей.

### Курки
Ружья ТОЗ-БМ требовали взведения курков перед выстрелом, что было причиной не только их невысокой скорострельности, но и того, что после вставки патронов и закрывания стволов ружья не были готовы к немедленному действию. Отсутствие предохранителя и наличие внешних курков было важным для охотников, поскольку они могли быстро привести ружьё к бою, взведя курки, безопасно нести его с патронами в патронниках со спущенными курками и не совершать лишние действия для выстрела, когда курки взведены.
В то же время внешние курки могут задевать различные предметы и даже рвать одежду, а если ружьё падало на курки в момент, когда замки подносились и в патронниках были патроны, то мог случиться случайный выстрел. Иногда курки у ружей попросту терялись. Во время охоты в зимнем лесу в курки и бойки могла случайно упасть снежная кухта, свалившаяся с ели, что образовывало внутри ружья наледь и приводило к отказу ружей при попытке выстрела.

## В культуре
В серии игр S.T.A.L.K.E.R. встречается обрез ружья ВМ-17, прототипом которого считается ружьё ТОЗ-БМ (полноценный вариант был исключён из игры как слишком громоздкий). В игре он может стрелять дробью, «жаканом» и дротиками 12-го калибра. Ружьё обладает большой убойной силой и большим рассеиванием на расстоянии 50 м.